# قرن 3 هـ
القرن الثالث للهجرة في التقويم الإسلامي أو التقويم الهجري هو القرن الذي يطابق ما بين السنوات من 816 إلى 913 للميلاد.

## مواليد
- عام 209 للهجرة ولادة الإمام الترمذي.
- عام 206 للهجرة ولادة مسلم بن الحجاج.

## وفيات
- عام 204 للهجرة وفاة الإمام الشافعي.
- عام 211 للهجرة وفاة عبد الرزاق الصنعاني.[1]
- عام 233 للهجرة وفاة يحيى بن معين.[2]
- عام 234 للهجرة وفاة علي بن المديني.[3]
- عام 241 للهجرة وفاة أحمد بن حنبل.[4]
- عام 255 للهجرة وفاة الجاحظ.[5]